# Prague Panthers 2011
Questa voce raccoglie le informazioni riguardanti i Prague Panthers nelle competizioni ufficiali della stagione 2011.

## Austrian Football League 2011

### Stagione regolare
| Poggersdorf 19 marzo 2011, ore 18:30 1ª giornata | Black Lions | 6 – 36 (6-7 0-17 0-6 0-6) | Prague Panthers | Sportzentrum Poggersdorf (300 spett.) |

| Praga 27 marzo 2011, ore 14:00 2ª giornata | Prague Panthers | 0 – 47 (0-14 0-7 0-12 0-14) | Vienna Vikings | Eden Aréna (1500 spett.) |

| Praga 10 aprile 2011, ore 13:00 3ª giornata | Prague Panthers | 7 – 38 (0-7 0-14 7-7 0-10) | Tirol Raiders | Eden Aréna (400 spett.) |

| Vienna 23 aprile 2011, ore 18:00 5ª giornata | Danube Dragons | 38 – 21 (12-14 12-7 7-0 7-0) | Prague Panthers | Stadion Stadlau (1000 spett.) |

| Praga 1º maggio 2011, ore 15:00 6ª giornata | Prague Panthers | 79 – 0 (34-0 22-0 16-0 7-0) | Salzburg Bulls | Eden Aréna (400 spett.) |

| Graz 21 maggio 2011, ore 16:00 7ª giornata | Graz Giants | 43 – 17 (7-0 29-0 7-7 0-10) | Prague Panthers | Stadion Eggenberg (1050 spett.) |

## European Football League 2011

### Stagione regolare
| Vienna 2 aprile 2011, ore 15:00 CEST 2ª giornata | Danube Dragons | 33 – 16 (3-0 9-3 7-6 14-7) | Prague Panthers | Stadion Stadlau |

## Statistiche di squadra
| Competizione      | %Vittorie | In casa | In casa | In casa | In casa | In casa | In casa | In trasferta | In trasferta | In trasferta | In trasferta | In trasferta | In trasferta | Totale | Totale | Totale | Totale | Totale | Totale |
| Competizione      | %Vittorie | G       | V       | N       | P       | Pf      | Ps      | G            | V            | N            | P            | Pf           | Ps           | G      | V      | N      | P      | Pf     | Ps     |
| ----------------- | --------- | ------- | ------- | ------- | ------- | ------- | ------- | ------------ | ------------ | ------------ | ------------ | ------------ | ------------ | ------ | ------ | ------ | ------ | ------ | ------ |
| Stagione regolare | .333      | 3       | 1       | 0       | 2       | 86      | 85      | 3            | 1            | 0            | 2            | 74           | 87           | 6      | 2      | 0      | 4      | 160    | 172    |
| Stagione regolare | .000      | 0       | 0       | 0       | 0       | 0       | 0       | 1            | 0            | 0            | 1            | 16           | 33           | 1      | 0      | 0      | 1      | 16     | 33     |
| Totale            | .286      | 3       | 1       | 0       | 2       | 86      | 85      | 4            | 1            | 0            | 3            | 90           | 120          | 7      | 2      | 0      | 5      | 176    | 205    |